# Gornja Močila (Brod)
Gornja Močila (szerbül: Горња Мочила), falu Bosznia-Hercegovinában, Brod községben, a Szerb Köztársaság északi régiójában. 

## Fekvése
A település Bosznia-Hercegovina északi részén, Dobojtól légvonalban 43, közúton 58 km-re északra, községközpontjától légvonalban és közúton 6 km-re délnyugatra, a Száva jobb partján, az Ukrina torkolatánál, 87-90 méteres magasságban fekszik.

## Népessége
| Nemzetiségi csoport | Népesség 1991 | Népesség 2013 |
| ------------------- | ------------- | ------------- |
| Szerb               | 194           | 133           |
| Bosnyák             | 3             | 0             |
| Horvát              | 470           | 104           |
| Jugoszláv           | 48            | 0             |
| Egyéb               | 2             | 2             |
| Összesen            | 717           | 239           |

## Története
A település területén már a bronzkorban is éltek emberek. Ennek jelentős bizonyítéka volt az a tekintélyes késő bronzkori leletegyüttes, amit határában, a Kućišta lelőhelyen találtak. A lelet 93 bronz használati tárgyból, bronzszekercékből, bronzvésőkből, bronzsarlókból, lándzsahegyekből, bronz kardokból, karkötőkből, bronztűkből, bronzfűrészekból állt, emellett még 16 darab kisebb-nagyobb öntőmintát is találtak.
A település 1878-ig tartozott az Oszmán Birodalomhoz. Ekkor a berlini kongresszus határozata alapján az Osztrák-Magyar Monarchia része lett. 1879-ben az első osztrák-magyar népszámlálás során a Brodi járáshoz tartozó Močilo településnek 68 háztartása, 207 ortodox és 205 római katolikus lakosa volt. 1910-ben a Brodi járáshoz tartozó településen 60 háztartást, 299 római katolikus, 110 ortodox lakost találtak. A monarchia szétesésével 1918-ban előbb a Szerb-Horvát-Szlovén Királyság, majd 1929-től a Jugoszláv Királyság része lett. 1921-ben a Brod járáshoz tartozó településnek már 376 lakosa volt, közülük 296 római katolikus és 80 ortodox volt. Az 1929-es törvény értelmében, amikor Bosznia-Hercegovinát négy banovinára, Drinskára, Vrbaskára, Zetskára és Primorskára osztották, a település a Vrbaska banovina (Orbászi Bánság) része lett, amelynek székhelye Banja Luka volt. 1939-ben a közigazgatás átszervezésével a Hrvatska banovina (Horvát Bánság) része lett.
A második világháborúban Jugoszlávia megszállása után a Független Horvát Állam (NDH) része lett. A második világháború után 1992-ig a település a szocialista Jugoszlávia keretében a Bosznia-Hercegovinai Népköztársaság része volt. A Gornja Močila-Sijekovaci római katolikus plébániát a Vrhbosnai Érseki Hivatal 1478/81. számú rendeletével, 1981. december 16-án hozták létre a Novo Selo-i plébániától leválasztott területen. A plébánia védőszentje Páduai Szent Antal lett. 1992 második felében szerb szélsőségesek aláaknázták és lerombolták a plébániatemplomot és az összes horvát katolikust kiűzték. A A boszniai háborút lezáró daytoni békeszerződés rendelkezése alapján az ország területét felosztották a Bosznia-hercegovinai Föderáció és a boszniai Szerb Köztársaság között. A békeszerződés utáni területmegosztási megállapodás értelmében a település a Boszniai Szerb Köztársasághoz került. A római katolikus plébániaház és a hitéleti központ felújítása 2002-ben kezdődött. A Gornja Močila/Sijekovac római katolikus plébániához a következő települések tartoznak: Gornja Močila, Sijekovac és Luščani/Novo Selo.

## Nevezetességei
- A Szent Antal római katolikus plébániatemplomot 1985-ben építették. A boszniai háború alatt, azaz 1992 második felében a szerb szélsőségesek aláaknázták és lerombolták. újjáépítése 2002-ben kezdődött.